# Назаренко Володимир Михайлович
Назаренко Володимир Михайлович (12 березня 1938, с. Білокоровичі, Олевський район, Житомирська область, Українська Радянська Соціалістична Республіка — 01 серпня 2013, м. Кривий Ріг, Дніпропетровська область, Україна) — український вчений, винахідник, доктор технічних наук (1990), професор (1992), академік-секретар, академік Міжнародної академії комп'ютерних наук і систем (International Academy of Computer Sciences and Systems) (1994), голова спеціалізованої Вченої Ради з захисту докторських дисертацій при Криворізькому національному університеті. 
Засновник наукової школи управління технологічними процесами гірничо-металургійної промисловості. Автор проекта створення геоінформаційної системи K-MINE для управління гірничими підприємствами.
Головними досягненнями в науковому теоретичному і практичному плані є:
- розробка автоматизованого підйомного комплекса зі шкивами тертя без врівноважувальних канатів;
- створення математичних описів управління важкими багатобарабанними стрічковими конвеєрами і доведення їх до серійного випуску;
- математичне моделювання і розробка автоматизованих систем управління процесів рудопідготовки для гнучкого виробництва;
- розробка аналітичних методів ідентифікації та аналізу технологічних ситуацій.

## Життєпис
Назаренко Володимир Михайлович народився в родині військового.
У 1961 році закінчив Криворізький гірничорудний інститут (КГРІ) за спеціальністю «Електрифікація промислових підприємств і установок», отримав диплом з відзнакою, здобув кваліфікацію інженер-електромеханік.
У 1961—1967 роках очолив Центральну заводську електротехнічну лабораторію Криворізького металургійного заводу «Криворіжсталь» ім. Леніна. Незважаючи на перспективу професійного росту, вирішив змінити життя, присвятивши науковій діяльності.
У 1972 році захистив дисертацію на здобуття наукового ступеня кандидата технічних наук у галузі гірничих машин за темою «Дослідження основних електромеханічних параметрів та техніко-економічних показників нових систем шахтного підйому для великих глибин».
Член КПРС з 1974 року.
У 1978 році присвоєно вчене звання доцента по кафедрі Автоматизації виробничих процесів.
З 1978 по 2013 завідувач кафедри автоматизації виробничих процесів, інформатики, автоматики і систем управління.
У 1990 році захистив дисертацію на здобуття наукового ступеня доктора технічних наук у галузі автоматизації технологічних процесів та виробництва, а також в області гірничих машин за темою «Режими роботи автоматизованих стрічкових конвеєрів рудопідготовчого виробництва».
У 1992 році присвоєно вчене звання професора кафедри Автоматизації виробничих процесів. З 1999—2007 рр. — голова спеціалізованої Вченої Ради з захисту докторських дисертацій при Криворізькому національному університеті. Ініціатор відкриття в 1995—2003 рр. в Криворізькому національному університеті на факультеті інформаційних технологій трьох спеціальностей, а саме: «Системи управління та автоматики», «Комп'ютерні системи та мережі», «Професійне навчання» зі спеціалізацією «Комп'ютерні технології в управлінні та освіті».
Засновник наукового журналу «Академічний вісник» (рос. «Академический вестник»).
Автор 523 наукових роботи, 152 авторських свідоцтва та патентів, 7 посібників і монографій. Під його науковим керівництвом захищені 2 докторські та 21 кандидатські дисертації.

## Наукова діяльність
Перші наукові розробки пов'язані з автоматизацією шахтного підйому. Володимиром Михайловичем була розроблена автоматизована система управління шахтним підйомом для великих глибин, що забезпечила реалізацію раціональних режимів роботи. Матеріали розробок були поміщені у банк даних США і захищено в 1972 р. кандидатську дисертацію /Nazarenko V.M. Control systems for heavy multidrive conveyor. Datebank of Institute for scientific information. Philadelphia, Pennsylvania, USA,-1978.-p.1/.
Подальша діяльність стосується розробки автоматизованих систем управління рудопідготовкою.
Вперше була змодельована робота дробильно-сортувального, транспортного та рудопідготовчого обладнання, розроблені і впроваджені системи діагностування рівня завантаження бункерів, дробарок, величин їх розвантажувальних щілин. Створена автоматизована система дозволила моделювати вантажопотоки, що поступають на транспортування, оцінити якість, собівартість промислового продукту в будь-якій точці технологічної схеми. Зазначене дозволило побудувати автоматизовані робочі місця головних спеціалістів системи рудопідготовки і впровадити їх.
Подальші дослідження присвячені автоматизації важких багатопривідних конвеєрів довжиною до 2 км і конвеєрних ліній. Вперше в СРСР під його керівництвом науковою групою понад 30 осіб були розроблені та впроваджені системи автоматичного регулювання швидкістю транспортування і натягом стрічки. Собівартість транспортування зменшилась вдвічі. Це дозволило зменшити динамічні навантаження обладнання та стрічки, полегшити конструкцію конвеєра, збільшити строк служби стрічки у 1,7-2,2 рази, знизити енерговитрати у на 50-60 %., підтримуючих роликів в 2 рази. Зазначені системи керування неодноразово демонструвалися на ВДНГ в Москві та Києві.
Розробки були втілені в проектах та обладнанні, що випускались провідними організаціями визначеного профілю: Новокраматорський машинобудівний завод; Азовмаш, Уралмашзавод, м. Єкатеринбург; Олександрійський, Харківський, Таллінський електромеханічні заводи; завод Виброприбор, м. Таганрог.
Акцент був поставлений на розробку інтегрованих систем управління виробничою діяльністю підприємств, що мають три вихідні координати (кількість виробленої продукції, її якість та собівартість). Ці наукові проблеми були вирішені в докторській дисертації в 1990 році.

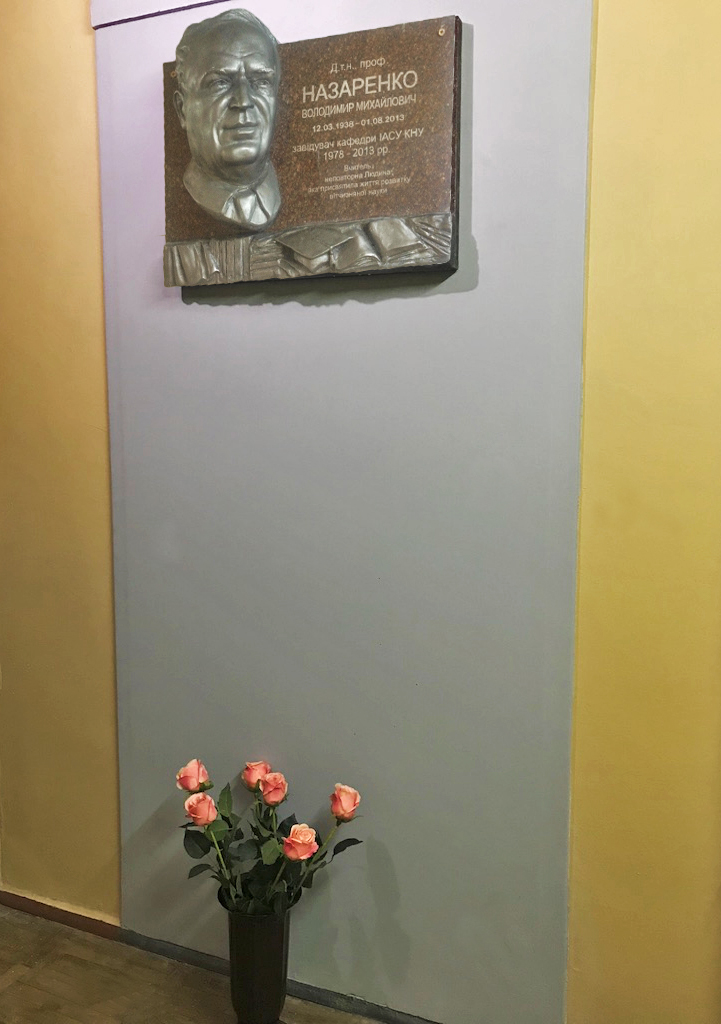
Вшанування пам'яті Назаренко В. М., Криворізький національний університет сне пам'яті, м. Кривий Ріг

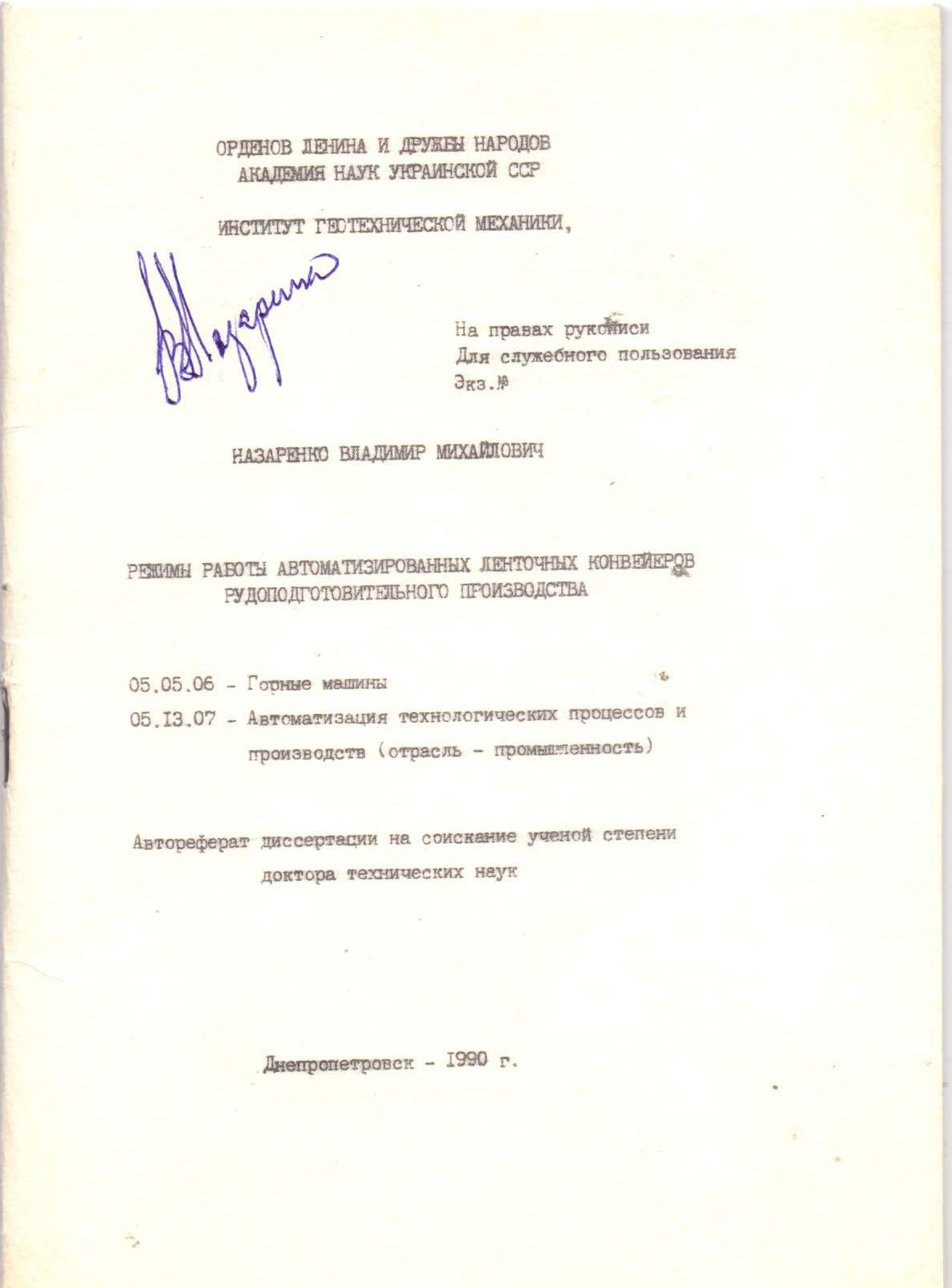
Титульна сторінка дисертації, захищеної в 1990 році
Стаття в газеті «Червоний гірник», присвячена пам’яті Назаренко В.М.Стаття в газеті «Червоний гірник», присвячена пам’яті Назаренко В.М.
Стаття в газеті «Гірничий інженер», присвячена життєвим сходинам Назаренко В.М.Стаття в газеті «Гірничий інженер», присвячена життєвим сходинам Назаренко В.М.
Енциклопедія Криворіжжя, 2004 рік, Назаренко В.М.Енциклопедія Криворіжжя, 2004 рік, Назаренко В.М.
Енциклопедія Криворіжжя, 2004 рік, Система управління конвеєромЕнциклопедія Криворіжжя, 2004 рік, Система управління конвеєром
Назаренко В.М. «Системы управления механизмами дробильно-сортировочных фабрик».- М.: Недра, 1985.-60с.Назаренко В.М. «Системы управления механизмами дробильно-сортировочных фабрик».- М.: Недра, 1985.-60с.
Зміст підручника «Системы управления механизмами дробильно-сортировочных фабрик».Назаренко В.М.- М.: Недра, 1985.-60с.Зміст підручника «Системы управления механизмами дробильно-сортировочных фабрик».Назаренко В.М.- М.: Недра, 1985.-60с.
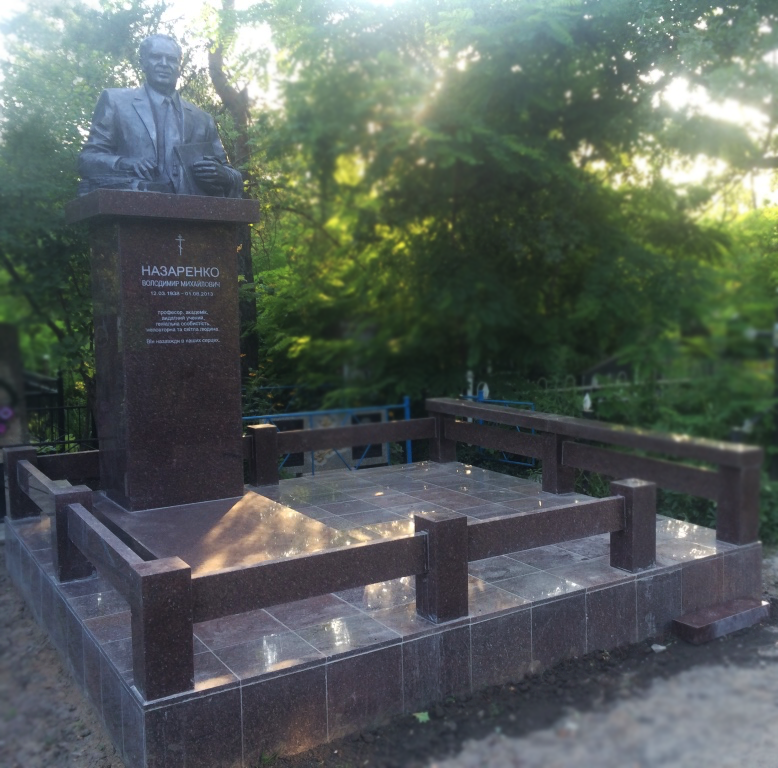
Могила Назаренко В.М.

## Творчий доробок
1. Назаренко В. М. Системы управления механизмами дробильно-сортировочных фабрик.-М.: Недра, 1985.-60 с.
2. Nazarenko V.M. Control systems for heavy multidrive conveyor. Datebank of Institute for scientific information. Philadelphia, Pennsylvania, USA,-1978.-p. 1
3. Назаренко В. М. Режимы работы автоматизированных ленточных конвейеров рудоподготовительного производства/В. М. Назаренко.-Кривой Рог: Дионис, 2014.-358 с.
4. Назаренко В. М. Інформаційні системи в управлінні великими об'єктами.-Кривий Ріг: Видавничий центр ДВНЗ «КНУ», 2013.-287 с.
5. Назаренко В. М. Теорія інформації та кодування: монографія.-Кривий Ріг: Видавничий центр ДВНЗ «КНУ», 2013.-299 с.

## Нагороди
Нагороджений Міністерством освіти і науки України нагрудною відзнакою «Відмінник освіти».

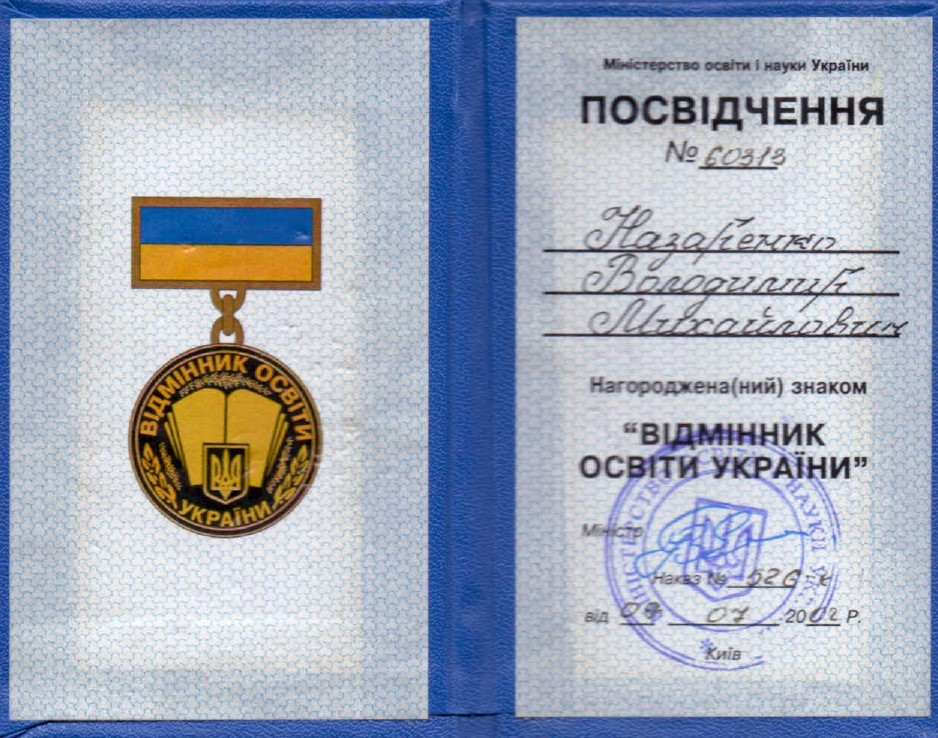
Посвідчення «Відмінник освіти» Назаренко В.М., 2002 рік